# إيف ماردر
إيف ماردر (من مواليد 30 مايو 1948 في مدينة نيويورك) هي عالمة أعصاب أمريكية معروفة بعملها على الدوائر العصبية في الجهاز العصبي المعدي للقشريات (STNS).